# Peronica
Peronica（ペロニカ）は、2009年7月に結成された日本のポップ・ユニット。東京都を基点として活動している。Deracine Music Records所属。『ナウでヤングなニュー・テクノ』、『ヌーヴェル渋谷系』、2013年以降は『オリーブ少女のフューチャーポップ』を名乗る。キャッチコピーは「ウィスパーボイスを世界にお届け！Peronicaでーす。」である。2015年1月13日以降、世界進出を目標に「SEKAI NO PERONCIA」と名乗ることもある。

## 概要
全ての楽曲が何らかのオマージュとして作曲されており、それぞれが極めて雑多なパーツから構成されている。
そのため、Peronicaの音楽性を何らかのジャンルで一括りにすることは困難であり、しばしば便宜的に渋谷系と形容されることがある。しかし、寺尾伴内は渋谷系からの直接の影響を否定している。「ライブをやらないこと」が一つのポリシーであり、そもそも人前に姿を現したことが無い。

## メンバー
- 豊亭（toyotty） - 作詞および美術担当。
- 芋P（imopy） - 歌唱を担当。
- 繭弦（mayugen） - 歌唱を担当。
- 寺尾伴内（Bannai Terawo） - 作曲、編曲、演奏を担当。

### サポートメンバー
- 金川卓矢 - ドラムス担当。
unkieの城戸紘志に師事。Kulu Kulu Garden、イロメガネ、ふくろうず、ZIGGYのドラムス担当としても知られる。
- 佐藤大貴 - 音楽ライター、ギター担当。
サポートギタリストでありながら、『トリコロール・サマー』発売記念2万字インタビュー[1]のインタビュアーを務めた。
- 朱鷺野麻帆 - 編曲・演奏を担当。
2013年発売のマーク from GARO『時の魔法』でもサウンドプロデュースを務めた。
- てらっしー - ギタリスト。梨の妖精。
バイブス溢れる速弾きを生業とする。尊敬するミュージシャンは高見沢俊彦。
- DJてらみゅん - 主にトラックメイキングを担当。
- 初音ミク - ボカロ担当。

### 共同作業者
- 後藤達生 - レコーディング・エンジニア。架空楽団のメンバーとしても知られる。
- 丹波ヴィンセント - 映画監督、俳優。「瞑想ジュテーム」、「ジェニーはご機嫌ななめ」などのミュージック・ビデオを手掛ける。
- minato.666 - イラストレーター。
- ペロコ - 宣伝部長。
- チエリレコード - 宣伝、トランペット担当。
- 喜楽亭みゅんたん - 古典落語担当。
- 眠遊たん - でんぱ組.incに憧れる自称アイドル兼音楽プロデューサー。

## 来歴
- 2008年 11月23日 戸川純トリビュートバンドVERONICA三田祭公演[2]。この時に豊田純（toyotty）がボーカル、月野うさぎ（imopy）がキーボード、寺尾伴内がギターを担当しており、翌年には3人がPeronicaとして再集結することとなる。なお、VERONICAの名前の由来はゲルニカ（GUERNICA）と響きが似ていたからである。
- 2009年 7月24日 Peronica結成。自主レーベル（Deracine Music Records）を慶應義塾大学内に構える。
- 2010年 7月7日 1stアルバム『A Tricolore Summer』を発売。「ジェニーはご機嫌ななめ」の80年代テクノ風カバーが話題に。このカバー曲のプログラミングを担当したのは音楽学者の藤井孝一であり、寺尾伴内は藤井から電子音響音楽やプログレッシブ・ロックについて多くを学んでいた。
- 2011年 2月4日 佐野もんどPにより、初音ミクの歌う「瞑想ジュテーム」が突如ニコニコ動画にアップロードされる。寺尾伴内は、この件に関して一切の関与を否定。
- 2011年 2月28日 チエリレコードが、自身のTwitterを通じてPeronicaのレコーディング映像を公開する。映像の内容は金川が叩くシンセドラム（SIMMONS）のレコーディング風景であったが、ボーカルの歌声は初音ミクのようであり、楽曲のタイトルは「ジュクセイカイカン」であるとされた。
- 2011年 8月15日 Deracine Music Recordsの公式サイトを通じて、Peronicaが実写版を終了し、2次元へ完全移行したことが発表された。

## 作品

### アルバム
- A Tricolore Summer （2010年7月7日発売）
限定枚数しか全国流通していないため、現在は入手が困難である。発売当初のキャッチ・コピーは「珠玉のタイムスリップミュージック ～日本ポップス史に捧ぐ、怒涛のオマージュ盤登場！～」であった。なお、行達也はこのアルバムを評して「約30分間で巡る日本ポップス史絵巻」であると語っている[3]。

### 配信限定シングル
- 熟成快感 （2011年11月16日発売）
Peronicaが初音ミクを初めてメインボーカルに起用した意欲作。慶應大学日吉キャンパスに存在する塾生会館を舞台とした、叶わぬ片想いの恋歌である。コンポーザーである寺尾伴内が監督・撮影・編集に初挑戦したミュージックビデオでは、実際の塾生会館を舞台に謎の女子高生ペロニカとその恋人ムッシューが恋愛悲喜劇を演じている[4]。映像にはピチカート・ファイヴ「恋のルール・新しいルール」の振り付けをはじめ、神聖かまってちゃん「ロックンロールは鳴り止まないっ」を意識したTSUTAYAさんの袋の描写、終盤では「の子になれ」という暗号など、様々な秘密が隠されている。

### 未発表音源
- 星屑都市
「日本語ポップ」を掲げるPeronicaの作品としては異例の、英語やフランス語の歌詞を含むナンバーであり、アコースティック・ギターとミュージック・コンクレートによる実験作であった。『A Tricolore Summer』に収録予定であったが、納期の都合によりボツになった。
- ジュクセイカイカン（漢字表記は不明）
初音ミクがボーカルを務めるニューウェーブ風アイドル歌謡であり、レコーディング風景の一部がWeb上で公開された。リリースは未定であり、初音ミクのボーカルも仮歌とする説がある。※後に配信限定シングルとして発売された。

## 出演
- 行達也 Hello, mona records!（i-Radio、2010年7月）toyottyが出演[5]。